# El coche de Intisar
El coche de Intisar es una novela gráfica escrita por Pedro Riera y dibujada por Nacho Casanova. Incluye un apéndice informativo sobre Yemen.

## Creación y trayectoria editorial
Pedro Riera marchó a Saná, en Yemen, para acompañar a su mujer a causa de un traslado laboral. Construyó la historia que cuenta en su novela gráfica documentándose con aproximadamente cuarenta entrevistas a mujeres yemeníes que su esposa y él realizaron durante su año de estancia, entre 2009 y 2010. Con algunas de estas mujeres pudo entablar una amistad mediante la que pudo hablar de casi cualquier tema con ellas. Otra fuente de información era la proporcionada a través del intercambio de opiniones con personas expatriadas que trabajaban en organizaciones internacionales.
Glénat España publicó la obra a finales de 2011. Además de haber sido editada en España, cuenta con ediciones en Francia, Alemania y Corea y ha llegado a ser conocida en Yemen.
En 2013, recibió el premio France Info al mejor cómic de actualidad y reportaje. El jurado destacó las cualidades de esta novela gráfica de la siguiente manera:

Permite descubrir una sociedad compleja y poco conocida a través de la vida íntima de sus mujeres que, frente a la opresión, despliegan una inmensa inteligencia.

En 2018, con guion de Pedro Riera y dibujos de Sagar, fue publicada por Éditions Delcourt y en 2019 por Astiberri Ediciones, una continuación de este cómic titulada Intisar en el exilio, que se centra en la guerra civil del Yemen.

## Argumento
Intisar es una joven yemení que trabaja en un hospital. Goza de la libertad que le proporciona su vehículo, un Toyota Corolla. Tiene que luchar contra una sociedad en la que son los hombres los que ejercen el control. El uso del niqab, un elemento de tradición cultural, que a veces es considerado una forma de opresión, a ella le sirve de protección para no ser identificada y para evitar que los hombres la molesten por la calle. Al final del cómic hay un apéndice informativo sobre aspectos de la sociedad yemení como la segregación entre sexos o el abuso del consumo de la hierba estimulante conocida como cat.